# Felsőnána
Felsőnána là một thị trấn thuộc hạt Tolna, Hungary. Thị trấn này có diện tích 18,9 km², dân số năm 2010 là 606 người, mật độ 32 người/km².